# Trebiće
Trebiće en serbe latin et Trebiq en albanais (en serbe cyrillique : Требиће) est une localité du Kosovo située dans la commune/municipalité de Leposavić/Leposaviq, district de Mitrovicë/Kosovska Mitrovica. Selon des estimations de 2009 comptabilisées pour le recensement kosovar de 2011, elle compte 50 habitants, dont une majorité de Serbes.

## Géographie
Trebiće/Trebiq est située à 20 km au nord-ouest de Leposavić/Leposaviq, sur les bords de la rivière Trebićka reka. Le village fait partie de la communauté locale de Vračevo/Vraçevë.

## Démographie

### Évolution historique de la population dans la localité
| 1948 | 1953 | 1961 | 1971 | 1981 | 1991 | 2009 |
| ---- | ---- | ---- | ---- | ---- | ---- | ---- |
| 541  | 547  | 508  | 414  | 270  | 137  | 50   |

|  |